# Адмирал Фландрии
Адмирал Фландрии (нидерл. Admiraal van Vlaanderen) (в 1383—1483 годах) и адмирал Нидерландов (нидерл. Admiraal der Nederlanden) (в 1485—1573 годах) — военно-морские должности командующих флотами, существовавшие в средние века в исторических Нидерландах.
Звание адмирал (от арабского emir-al-bahr) сначала как временное, существовало в различных регионах исторических Нидерландах для обозначения командующих боевыми кораблями, осуществлявшими охрану коммерческих судов от пиратов. Впервые это звание было введено в 1383 году во Фландрии Людовиком II Фландрским как постоянное.
Бургундцы, захватив Нижние земли также учредили в 1446 году постоянное звание адмирала бургундских Нидерландов.
После поражения фламандского восстания 1482—1485 годов против императора Максимилиана, все звания адмиралов были объединены в одно — адмирал Нидерландов. Первым адмиралом стал эпископ Филипп Клевский.
С началом Революции в Нидерландах в 1568 году и поражения и пленения Максимилиана де Энен-Льетарда в сражении при Зёйдерзе звание адмирала Нидерландов было упразднено.

## Список адмиралов

### Адмиралы Фландрии
| Название            | Годы деятельности |
| ------------------- | ----------------- |
| Жан Буук            | (1383—1389)       |
| Жан Кадзанский      | (1395? — 1396)    |
| Ян Бланкерт         | (1401? — 1406)    |
| Виктор Фландрский   | (1419—1424?)      |
| Ян ван Хорн         | (1436? — 1436)    |
| Симон VIII де Лален | (1436—1462)       |
| Жосс де Лален       | (1462—1483)       |

### Адмиралы Бургундских Нидерландов[1]
| Название                | Годы деятельности |
| ----------------------- | ----------------- |
| Жан де Люксембург       | (ок. 1446 — 1466) |
| Волферт VI Борселенский | (1466—1485)       |

### Адмиралы Нидерландов
| Название                        | Годы деятельности |
| ------------------------------- | ----------------- |
| Филипп Клевский                 | 1485-1488         |
| Эйтельфрид II, граф Цоллерн     | 1488-1490         |
| Корнелис ван Берген             | 1490-1491         |
| Филипп Бургундский и Бевернский | 1491-1498         |
| Филипп Бургундский и Биатонский | 1498-1517         |
| Адольф Бургундский              | 1517-1540         |
| Максимилиан II Бургундский      | 1540-1558         |
| Филипп де Монморанси, граф Горн | 1558-1567         |
| Максимилиан де Энен-Летард      | 1567-1573         |